# Научно-исследовательский институт (оперативно-стратегических исследований строительства ВМФ)
Научно-исследовательский институт (оперативно-стратегических исследований строительства ВМФ) ВУНЦ ВМФ «Военно-морская академия» — научная организация Военно-морского флота России.
Институт проводит фундаментальные теоретические и экспериментальные исследования проблем вооружённой борьбы по закреплённой Министерством обороны тематике. На институт возложено решение основополагающих для развития флота задач. Главным заказчиком продукции институт является Главный штаб ВМФ, начальнику которого институт непосредственно подчинён.

## Названия института
- 1955—1961 — Вычислительный центр ВМФ (ВЦ № 2 ВМФ)
- 1961 — Научно-исследовательский институт ВМФ
- 1983 — Головной НИИ ВМФ
- 1989 — 24 Центральный НИИ ВМФ МО РФ
- 24 ЦНИИ ФГУ НП ВМФ МО РФ (НИЦ ОСО ВМФ, НИЦ связи ВМФ, НИЦ РЭВ ВМФ)
- 2009 — 24 ЦНИИ ВУНЦ ВМФ Военно-морская академия им. Н. Г. Кузнецова
- С 1 июля 2012 года — Научно-исследовательский институт (оперативно-стратегических исследований строительства ВМФ) ВУНЦ ВМФ «Военно-морская академия»

## История
В декабре 1952 года заместитель министра ВМФ адмирал Н. Е. Басистый принял решение об организации общефлотского Вычислительного центра (ВЦ) на правах НИИ. В 1955 году в соответствии с Постановлением Совета Министров СССР Вычислительный центр ВМФ (ВЦ № 2) был создан. Основным направлением работы ВЦ являлось исследование вопросов создания первых на флоте автоматизированных систем управления. Начальником ВЦ был назначен инженер-контр-адмирал Б. Я. Красиков.
В 1961 году ВЦ был преобразован в Научно-исследовательский институт с задачами проведения исследований в области автоматизации процессов управления на различных уровнях.
В институте получило развитие направление, занимающееся исследованием морских операций с помощью математических моделей и разработкой методов применения средств вычислительной техники в интересах решения стратегических и оперативно-стратегических задач.
В 1976 году в соответствии с постановлением Совета Министров СССР в 24-м ЦНИИ МО был создан Центр специального математического обеспечения АСУ (с 1988 года — Научно-исследовательский центр СМО).
В 1983 году институт становится головным в ВМФ по проведению системных оперативно-стратегических исследований в области развития ВМФ.
В 1989 году институт переведён в разряд центральных НИИ МО. В 1999 году в 24 ЦНИИ МО влились 14 и 34 НИИ ВМФ в качестве филиалов.
24 ЦНИИ МО в современном виде представляет собой Федеральное государственное унитарное научное предприятие, основанное на праве хозяйственного ведения. Структурно состоит из трёх научно-исследовательских центров:
 — оперативно-стратегических исследований (НИЦ ОСО ВМФ), образован в 1998 году, размещается в здании 24 ЦНИИ МО.
 — связи (НИЦ связи ВМФ) (после реорганизации в 1999 году из 34 НИИ ВМФ), образован как научно-исследовательский институт связи ВМС РККА в 1932 году, размещен в Петербурге.
 — радиотехнического вооружения (НИЦ РЭВ ВМФ)(после реорганизации в 1999 году из 14 НИИ ВМФ), образован как научно-исследовательский морской радиолокационный институт в 1945 году, , размещается в г. Пушкине.
В 2005 году 24-й ЦНИИ МО РФ был включён в Программу создания Наукограда России в Петродворце.
В 2009 году Институт вошёл в состав Военного учебно-научного центра ВМФ «Военно-морская академия им. Адмирала Флота Советского Союза Н. Г. Кузнецова».
В институте функционируют три докторских диссертационных совета, работает 31 доктор и 269 кандидатов наук.

## Начальники института
- 1955—1961 — Б. Я. Красиков
- 1961—1967 — И. А. Поликарпов
- 1967—1972 — И. А. Семко
- 1972—1983 — В. С. Бабий
- 1983—1991 — М. Д. Искандеров
- 1991—1994 — А. П. Рудометкин[1]
- 1994—2004 — О. Т. Шкирятов
- 2005—2010 — Васюков Владимир Львович, контр-адмирал.
- 2011—2016 — Юдин Артур Жанович, капитан 1 ранга